# Elia Legati
Elia Legati (Fidenza, 3 gennaio 1986) è un dirigente sportivo ed ex calciatore italiano, di ruolo difensore.

## Caratteristiche tecniche
Gioca principalmente come difensore centrale, ma può essere impiegato anche da terzino destro.

## Carriera

### Giocatore

#### Club
Nel 2001 il Milan ha prelevato Legati dalle giovanili del Fiorenzuola, dopo che questo aveva militato nelle giovanili del Parma. Ha giocato fino al 2006 nelle varie giovanili dei rossoneri, prima di passare in prestito per 2 stagioni nelle file del Legnano.
All'inizio della stagione 2008-2009 si trasferisce in prestito presso la società francese del Monaco, con la cui maglia non disputa partite. Nel gennaio del 2009 viene girato, sempre in prestito, al Novara, dove rimane per il resto della stagione. Nel luglio 2009 si trasferisce al Crotone con un accordo di comproprietà tra la squadra calabrese ed il Milan. Nella sua prima stagione in Serie B colleziona 40 presenze ed un gol, che inducono il Milan a riacquisire la parte di contratto in mano al Crotone.
Nell'estate del 2010 viene nuovamente girato in comproprietà, stavolta al Padova. Il 22 giugno 2011 il Padova riscatta l'intero cartellino del giocatore dal Milan. Il 20 gennaio 2014 il Padova cede a titolo temporaneo il difensore al Carpi sempre in Serie B. Il 22 luglio, dopo la mancata iscrizione del Padova al campionato di Lega Pro, rimane svincolato.
Il 30 luglio 2014, firma un contratto biennale con l'Unione Venezia in Lega Pro. Dopo diverse apparizioni con la fascia da capitano, nel luglio 2015 rimane svincolato vista la mancata iscrizione della squadra al campionato di Lega Pro 2015-2016. Il 12 agosto 2015, si accorda con la Pro Vercelli in Serie B firmando un contratto annuale, con i piemontesi gioca globalmente in due anni e mezzo, 89 partite segnando 3 reti.
Il 16 gennaio 2018, Legati si trasferisce a titolo definitivo alla FeralpiSalò, società di Serie C, con cui firma un contratto fino al giugno 2020. Il legame con il club lombardo si estende per almeno altre due stagioni, in cui Legati mantiene il suo posto da titolare e guida, in entrambi i casi, la Feralpi ai play-off nazionali. In particolare, nell'annata 2021-2022, durante la quale lo stesso difensore supera le 500 presenze da professionista, i Leoni del Garda giungono fino alle semifinali degli spareggi, venendo quindi eliminati dal Palermo.
L'appuntamento per la storica promozione è solo rinviato alla stagione successiva quando Legati da capitano guida la Feralpi alla vittoria del girone A. Al termine della stagione si ritira dal calcio giocato.

#### Nazionale
Ha giocato nelle nazionali giovanili italiane Under-19 ed Under-20.

### Dirigente
Il 30 maggio 2023, pochi giorni dopo essersi ritirato, diventa il direttore tecnico della Feralpisalò.
Il 4 giugno 2024, viene ufficialmente promosso al ruolo di responsabile del settore giovanile del club gardesano.

## Statistiche

### Presenze e reti nei club
| Stagione            | Squadra             | Campionato          | Campionato | Campionato | Coppe nazionali | Coppe nazionali | Coppe nazionali | Coppe continentali | Coppe continentali | Coppe continentali | Altre coppe | Altre coppe | Altre coppe | Totale | Totale |
| Stagione            | Squadra             | Comp                | Pres       | Reti       | Comp            | Pres            | Reti            | Comp               | Pres               | Reti               | Comp        | Pres        | Reti        | Pres   | Reti   |
| ------------------- | ------------------- | ------------------- | ---------- | ---------- | --------------- | --------------- | --------------- | ------------------ | ------------------ | ------------------ | ----------- | ----------- | ----------- | ------ | ------ |
| 2005-2006           | Milan               | A                   | 0          | 0          | CI              | 0               | 0               | UCL                | 0                  | 0                  | -           | -           | -           | 0      | 0      |
| 2006-2007           | Legnano             | C2                  | 29         | 0          | CI-C            | 5               | 0               | -                  | -                  | -                  | SdL-2D      | 2           | 1           | 36     | 1      |
| 2007-2008           | Legnano             | C1                  | 28         | 0          | CI-C            | 2               | 0               | -                  | -                  | -                  | -           | -           | -           | 30     | 0      |
| Totale Legnano      | Totale Legnano      | Totale Legnano      | 57         | 0          |                 | 7               | 0               |                    | -                  | -                  |             | 2           | 1           | 66     | 1      |
| 2008-gen. 2009      | Monaco              | L1                  | 0          | 0          | CF+CdL          | 0               | 0               | -                  | -                  | -                  | -           | -           | -           | 0      | 0      |
| gen.-giu. 2009      | Novara              | 1D                  | 13         | 0          | CI+CI-LP        | 0+1             | 0               | -                  | -                  | -                  | -           | -           | -           | 14     | 0      |
| 2009-2010           | Crotone             | B                   | 40         | 1          | CI              | 1               | 0               | -                  | -                  | -                  | -           | -           | -           | 41     | 1      |
| 2010-2011           | Padova              | B                   | 35+4       | 1+1        | CI              | 2               | 0               | -                  | -                  | -                  | -           | -           | -           | 41     | 2      |
| 2011-2012           | Padova              | B                   | 36         | 2          | CI              | 1               | 1               | -                  | -                  | -                  | -           | -           | -           | 37     | 3      |
| 2012-2013           | Padova              | B                   | 32         | 0          | CI              | 2               | 0               | -                  | -                  | -                  | -           | -           | -           | 34     | 0      |
| 2013-gen. 2014      | Padova              | B                   | 10         | 0          | CI              | 2               | 0               | -                  | -                  | -                  | -           | -           | -           | 12     | 0      |
| Totale Padova       | Totale Padova       | Totale Padova       | 113+4      | 3+1        |                 | 7               | 1               |                    | -                  | -                  |             | -           | -           | 124    | 5      |
| gen.-giu. 2014      | Carpi               | B                   | 13         | 0          | CI              | 0               | 0               | -                  | -                  | -                  | -           | -           | -           | 13     | 0      |
| 2014-2015           | Venezia             | LP                  | 30         | 1          | CI+CI-LP        | 2+1             | 0               | -                  | -                  | -                  | -           | -           | -           | 33     | 1      |
| 2015-2016           | Pro Vercelli        | B                   | 33         | 1          | CI              | 0               | 0               | -                  | -                  | -                  | -           | -           | -           | 33     | 1      |
| 2016-2017           | Pro Vercelli        | B                   | 34         | 1          | CI              | 1               | 0               | -                  | -                  | -                  | -           | -           | -           | 35     | 1      |
| 2017-gen. 2018      | Pro Vercelli        | B                   | 20         | 1          | CI              | 1               | 0               | -                  | -                  | -                  | -           | -           | -           | 21     | 1      |
| Totale Pro Vercelli | Totale Pro Vercelli | Totale Pro Vercelli | 87         | 3          |                 | 2               | 0               |                    | -                  | -                  |             | -           | -           | 89     | 3      |
| gen.-giu. 2018      | Feralpisalò         | C                   | 10         | 1          | CI+CI-C         | 0               | 0               | -                  | -                  | -                  | -           | -           | -           | 10     | 1      |
| 2018-2019           | Feralpisalò         | C                   | 34+5       | 2+1        | CI+CI-C         | 2+2             | 0               | -                  | -                  | -                  | -           | -           | -           | 43     | 3      |
| 2019-2020           | Feralpisalò         | C                   | 15         | 0          | CI+CI-C         | 3+5             | 0               | -                  | -                  | -                  | -           | -           | -           | 23     | 0      |
| 2020-2021           | Feralpisalò         | C                   | 25+4       | 1          | CI              | 0               | 0               | -                  | -                  | -                  | -           | -           | -           | 29     | 1      |
| 2021-2022           | Feralpisalò         | C                   | 20+5       | 1+1        | CI-C            | 0               | 0               | -                  | -                  | -                  | -           | -           | -           | 25     | 2      |
| 2022-2023           | Feralpisalò         | C                   | 22         | 0          | CI+CI-C         | 2+1             | 0               | -                  | -                  | -                  | -           | -           | -           | 25     | 0      |
| Totale Feralpisalò  | Totale Feralpisalò  | Totale Feralpisalò  | 126+14     | 5+2        |                 | 15              | 0               |                    | -                  | -                  |             | -           | -           | 155    | 7      |
| Totale carriera     | Totale carriera     | Totale carriera     | 491        | 16         |                 | 35              | 1               |                    | 0                  | 0                  |             | 2           | 1           | 528    | 18     |

## Palmarès

### Club

#### Competizioni giovanili
- Campionato Allievi Nazionali: 1

Milan: 2002-2003

#### Competizioni nazionali
- Campionato italiano Serie C2: 1

Legnano: 2006-2007
- Serie C: 1

Feralpisalò: 2022-2023 (Girone A)